# Campeonato Mundial de Natação em Piscina Curta de 2016 - 4x100 m livre masculino
A prova dos 4x100 metros livre masculino do  Campeonato Mundial de Natação em Piscina Curta de 2016 foi disputado no dia 6 de dezembro no Centro WFCU em Windsor, Canadá.

## Recordes
Antes desta competição, os recordes mundiais e do campeonato nesta prova eram os seguintes:
|                       | Nome                                                                                            | Nacionalidade  | Tempo   | Local      | Data                   |
| --------------------- | ----------------------------------------------------------------------------------------------- | -------------- | ------- | ---------- | ---------------------- |
| Recorde mundial       | Nathan Adrian (45,08) Matthew Grevers (44,68) Garrett Weber-Gale (47,43) Michael Phelps (46,11) | Estados Unidos | 3:03.30 | Manchester | 19 de dezembro de 2009 |
| Recorde do campeonato | Clément Mignon (47,05) Fabien Gilot (46,13) Florent Manaudou (44,80) Mehdy Metella (45,80)      | França         | 3:03.78 | Doha       | 3 de dezembro de 2014  |

## Medalhistas
| Ouro | Prata                                                                                        | Bronze                                                                                         | Bronze                                                                                        |
| Rússia · Nikita Lobintsev · Mikhail Vekovishchev · Vladimir Morozov · Aleksandr Popkov · Aleksei Brianskiy* | França · Clément Mignon · Jérémy Stravius · Jordan Pothain · Mehdy Metella · Yonel Govindin* | Austrália · Brayden McCarthy · Daniel Smith · David Morgan · Tommaso D'Orsogna · Jack Gerrard* | Estados Unidos · Michael Chadwick · Tom Shields · Paul Powers · Blake Pieroni · Matthew Josa* |

*Participaram apenas das eliminatórias, mas também receberam medalhas.

## Resultados

### Eliminatórias
As eliminatórias ocorreram dia 6 de dezembro. 20  nacionalidades participaram da competição. 
| Colocação | Bateria | Raia | Nacionalidade        | Nome | Tempo     | Notas |
| --------- | ------- | ---- | -------------------- | --- | --------- | ----- |
| 1.        | 2       | 6    | França               | Clément Mignon (46,75) Medhy Metella (46,38) Jérémy Stravius (46,56) Yonel Govindin (48,36)                     | 3:08,05   | Q     |
| 2.        | 1       | 8    | Rússia               | Nikita Lobintsev (47,76) Aleksiej Brianskij (47,39) Michaił Wekowiszczew (46,84) Aleksandr Popkow (46,40)       | 3:08,39   | Q     |
| 3.        | 1       | 9    | Austrália            | Brendan McCarthy (47,36) Jack Gerrard (47,61) David Morgan (47,50) Tommaso D'Orsogna (46,50)                    | 3:08,97   | Q     |
| 4.        | 2       | 5    | Estados Unidos       | Paul Powers (48,24) Matthew Josa (47,78) Michael Chadwick (46,66) Blake Pieroni (46,34)                         | 3:09,02   | Q     |
| 5.        | 2       | 0    | Canadá               | Yuri Kisil (47,26) Markus Thormeyer (47,92) Evan van Moerkerke (48,06) Javier Acevedo (47,56)                   | 3:10,80   | Q     |
| 6.        | 1       | 0    | Japão                | Shinri Shioura (47,58) Kenta Ito (47,43) Kosuke Matsui (48,52) Katsuhiro Matsumoto (47,80)                      | 3:11,33   | Q     |
| 7.        | 2       | 2    | Países Baixos        | Nyls Korstanje (47,99) Ben Schwietert (47,55) Dion Dreesens (47,72) Kyle Stolk (48,81)                          | 3:12,07   | Q     |
| 8.        | 1       | 4    | Bielorrússia         | Jauhien Curkin (48,64) Anton Łatkin (47,97) Wiktar Staselowicz (48,71) Artiom Maczekin (47,57)                  | M3:12,89  | Q     |
| 9.        | 1       | 6    | China                | Li Zhuhao (48,59) Lin Yongqing (47,49) Yu Hexin (48,73) Liu Zhaochen (48,16)                                    | 3:12,97   |       |
| 10.       | 1       | 5    | Finlândia            | Ari-Pekka Liukkonen (48,51) Matias Koski (47,63) Andrei Tuomola (48,39) Riku Poytakivi (48,53)                  | 3:13,06   |       |
| 11.       | 1       | 7    | Suécia               | Christopher Carlssen (48,00) Axel Pettersson (47,98) Daniel Forndal (49,08) Robin Andreasson (48,30)            | 3:13,36   |       |
| 12.       | 2       | 9    | Hungria              | Ádám Telegdy (48,40) Maksim Lobanovskii (47,17) Richard Marton (49,20) Márton Barta (50,47)                     | 3:15,24   |       |
| 13.       | 1       | 1    | África do Sul        | Douglas Erasmus (47,96) Alaric Basson (50,27) Alard Basson (50,65) Eben Vorster (50,26)                         | 3:19,14   |       |
| 14.       | 2       | 1    | Paraguai             | Benjamin Hockin (48,21) Ivo Kunzle Savastano (51,79) Mathias Zacarias (52,35) Charles Hockin Brusquetti (48,10) | 3:20,45   |       |
| 15.       | 1       | 2    | Macau                | Chao Man Hou (50,49) Ngou Pok Man (51,62) Yum Cheng Man (53,39) Lin Sizhuang (51,22)                            | 3:26,72   |       |
| 16.       | 2       | 7    | Papua-Nova Guiné     | Sam Seghers (50,84) Stanford Kawale (52,78) Livingston Aika (54,08) Ryan Pini (49,06)                           | 3:26,76   |       |
| 17.       | 2       | 4    | Costa Rica           | Esteban Araya (53,31) Jose Solis Rosales (55,26) Arnoldo Herrera (52,62) Juan Dobles (51,47)                    | 3:32,66   |       |
| 18. !     | 1       | 3    | República Dominicana | Dioser Nunez Marc Rojas Brandon Vives Jhonny Perez                                                              | 9:99,99 ! | DNS   |
| 18. !     | 2       | 3    | Singapura            | Yeo Kai Quan Pang Sheng Jun Dylan Foo Francis Fong                                                              | 9:99,99 ! | DNS   |
| 18. !     | 2       | 8    | Uzbequistão          | | 9:99,99 ! | DNS   |

### Final
A final teve sua disputa realizada em 6 de dezembro. 
| Colocação         | Raia | Nome           | Nacionalidade                                                                                           | Tempo   | Notas |
| ----------------- | ---- | -------------- | --- | ------- | ----- |
| Medalha de ouro   | 5    | Rússia         | Nikita Lobintsev (47,34) Michaił Wekowiszczew (46,96) Vladimir Morozov (45,42) Aleksandr Popkow (46,18) | 3:05,90 |       |
| Medalha de prata  | 4    | França         | Clément Mignon (46,91) Jérémy Stravius (46,21) Jordan Pothain (47,90) Mehdy Metella (46,33)             | 3:07,35 |       |
| Medalha de bronze | 3    | Austrália      | Brayden McCarthy (47,57) Daniel Smith (46,84) David Morgan (47,48) Tommaso D'Orsogna (45,87)            | 3:07,76 |       |
| Medalha de bronze | 6    | Estados Unidos | Michael Chadwick (47,56) Tom Shields (46,59) Paul Powers (47,59) Blake Pieroni (46,02)                  | 3:07,76 |       |
| 5.                | 7    | Japão          | Shinri Shioura (47,48) Kenta Ito (47,10) Kosuke Matsui (47,66) Katsuhiro Matsumoto (47,51)              | 3:09,75 |       |
| 6.                | 1    | Países Baixos  | Nyls Korstanje (47,59) Ben Schwietert (47,83) Dion Dreesens (47,40) Kyle Stolk (47,05)                  | 3:09,87 |       |
| 7.                | 2    | Canadá         | Yuri Kisil (47,03) Markus Thormeyer (47,57) Evan van Moerkerke (48,05) Javier Acevedo (47,31)           | 3:09,96 |       |
| 8.                | 8    | Bielorrússia   | Jauhien Curkin (48,43) Anton Łatkin (48,07) Wiktar Staselowicz (48,50) Artiom Maczekin (47,77)          | 3:12,77 |       |

Legenda
| Recorde mundial       | Recorde mundial (World record)               |                       | Recorde africano                      | Recorde africano (African) |                                           | Q | Classificado por posição (Qualified) |
| Recorde do campeonato | Recorde do campeonato (Championship record)  | Recorde da América    | Recorde da América (Americas)         | q                          | Classificado por melhor tempo (Qualified) |   |                                      |
| Melhor marca do ano   | Melhor marca do ano (World leading)          | Recorde asiático      | Recorde asiático (Asian)              | DNS                        | Não largou (Did not start)                |   |                                      |
| Recorde nacional      | Recorde nacional (National record)           | Recorde europeu       | Recorde europeu (European)            | DNF                        | Não terminou (Did not finish)             |   |                                      |
| Recorde pessoal       | Recorde pessoal do atleta (Personal best)    | Recorde da Oceania    | Recorde da Oceania (Oceania)          | DSQ / DQ                   | Desclassificado (Disqualified)            |   |                                      |
| Recorde da temporada  | Recorde da temporada do atleta (Season best) | Recorde sul-americano | Recorde sul-americano (South America) | NM                         | Sem marca (No mark)                       |   |                                      |